# Chapelle dans le cimetière de Melenci
La « chapelle dans le cimetière de Melenci » (en serbe cyrillique : Капела на гробљу у Меленцима ; en serbe latin : Kapela na groblju u Melencima) est une chapelle funéraire orthodoxe serbe située à Melenci, dans la province autonome de Voïvodine, sur le territoire de la Ville de Zrenjanin et dans le district du Banat central en Serbie. Elle est inscrite sur la liste des monuments culturels protégés de la république de Serbie (identifiant no SK 1979).

## Présentation
La chapelle a été construite en 1895 pour la famille Dimitriјеvić selon un projet de l'architecte Vladimir Nikolić ; elle est caractéristique d'une variante du style néo-byzantin connue sous le nom de « style serbo-byzantin ».
L'édifice s'inscrit dans une croix grecque ; en son centre s'élève une haute coupole. L'ensemble de la construction est conçu pour accentuer l'impression de verticalité. Les façades polychromes font alterner les briques jaunes et les briques rouges.
À l'intérieur de la chapelle, l'iconostase a été réalisée par le peintre Uroš Predić.